# 里奇蘭鎮區 (愛荷華州迪金森縣)
里奇蘭鎮區（英語：Richland Township）是位於美國愛荷華州迪金森縣的一個行政鎮區。

## 地方資料
根據2010年美國人口普查的數據，里奇蘭鎮區的面積為94.19平方千米，當中陸地面積為93.50平方千米，而水域面積為0.69平方千米。當地共有人口261人，而人口密度為每平方千米2.77人。